# Batasio spilurus
Batasio spilurus är en fiskart som beskrevs av Ng 2006. Batasio spilurus ingår i släktet Batasio och familjen Bagridae. IUCN kategoriserar arten globalt som otillräckligt studerad. Inga underarter finns listade.